# Androcalva loxophylla
Androcalva loxophylla är en malvaväxtart som först beskrevs av Ferdinand von Mueller, och fick sitt nu gällande namn av C.F.Wilkins och Whitlock. Androcalva loxophylla ingår i släktet Androcalva och familjen malvaväxter. Inga underarter finns listade i Catalogue of Life.